# Ilse Pluimers
Ilse Pluimers (* 29. April 2002 in Wierden) ist eine niederländische Radrennfahrerin, die auf der Straße aktiv ist.

## Sportlicher Werdegang
Als Juniorin war Pluimers Mitglied der Nationalmannschaft und startete im UCI Women Junior Nations’ Cup und bei internationalen Meisterschaften. Ihr größter Erfolg als Juniorin war der Gewinn des Titels im Straßenrennen bei den Europameisterschaften 2019 im heimischen Alkmaar.
Mit dem Wechsel in die U23 wurde Pluimers Mitglied im damaligen Team NXTG Racing, für das sie aktuell (Stand 2024) noch fährt. Der achte Platz beim GP Oetingen 2023 war ihr erstes Top-10-Ergebnis bei einem internationalen Rennen. Zum Abschluss der Saison wurde sie erneut in den Niederlanden in Drenthe U23-Europameisterin im Straßenrennen.

## Familie
Ilse Pluimers ist die jüngere Schwester von Rick Pluimers, der ebenso als Radrennfahrer aktiv ist.

## Erfolge
2019
- Junioren-Europameisterin – Straßenrennen

2023
- U23-Europameisterin – Straßenrennen